# Damián Ísmodes
Damián Diego Ísmodes Saravia (Lima, 10 marzo 1989) è un calciatore peruviano, centrocampista del Cienciano.